# Paul Émile Appell
Paul Émile Appell también conocido como Paul Appell o Paulus Appell (Estrasburgo (27 de septiembre de 1855 - 24 de octubre de 1930, París) fue un matemático francés que trabajó en los campos de las ecuaciones diferenciales y el álgebra compleja. También fue rector de la Universidad de París. 
Su Alma mater fue la Escuela Normal Superior de París y fue miembro de la Academia de Ciencias de Francia. Apoyó a Alfred Dreyfus en su caso de defensa.
Los conceptos Serie de Appel, suma de Appell–Lerch y el teorema de Appell–Humbert llevan su nombre en su honor, así como la calle Paul Appell en París, el planeta menor 988 Appella y la Residencia Paul Appell de Estrasburgo, su ciudad natal.